# 夢はあなたに
夢はあなたに（ゆめはあなたに、My Dream Is Yours）はワーナー・ブラザース制作による1949年のアメリカ合衆国のミュージカル映画である。
この物語では、女優のドリス・デイが第二次世界大戦後にワーナー・ブラザースに入り、ミュージカルを披露するというお話。ルーニー・テューンズのバッグス・バニーとトゥイーティーも登場する。日本では劇場未公開、日本語字幕版のDVDが存在する。ただし、日本語吹き替え版の存在は不明。

## キャスト
- ダグ・ブレイク 演 - ジャック・カーソン
- マーサ・ギブソン 演 - ドリス・デイ
- ゲイリー・ミッチェル 演 - リー・ボウマン、歌 - ハル・ダーウィン
- トーマス・ハッチンス 演 - アドルフ・マンジュー
- ヴィヴィアン・マーティン 演 - イヴ・アーデン
- フェリックス・ホーファー 演 - S・Z・サコール
- フリーダ・ホーファー 演 - セレナ・ロイル
- チャーリーおじさん 演 - エドガー・ケネディ
- グライムス 演 - シェルドン・レナード
- サワーパスマネージャー 演 - フランクリン・パンボーン
- エイダ・レナード 演 - 本人
- フランキー・カール 演 - 本人
- ペギー 演 - アイリス・エイドリアン（ノンクレジット）
- バッグス・バニー 声 - メル・ブランク
- トゥイーティー 声 - メル・ブランク

## テレビ放送
| 放送局  | 放送日付      | 放送時間                 | 備考                         |
| ------- | ------------- | ------------------------ | ---------------------------- |
| NHK総合 | 1959年12月3日 | 木曜 19時30分 - 21時11分 | 日本語字幕版の可能性は不明。 |

## ソフト化・配信
- 2018年10月25日にジュネス企画からDVDが発売されている[2]。この作品はAmazon Prime Videoでも視聴できる。